# 여남초등학교 연도분교
여남초등학교 연도분교는 대한민국 전라남도 여수시에 있었던 공립 초등학교이다.

## 학교 연혁
- 1940년 6월 8일: 사립 연도심상소학교 설립인가
- 1946년 12월 23일: 개교
- 2022년 3월 1일: 여남초등학교 연도분교로 개편[1]
- 2025년 2월 28일: 폐교 및 여남초등학교 통폐합, 85년만에 폐교

## 참고 자료
- 연도초등학교 - 한국교육학술정보원 학교알리미